# Liste der Biografien/Gray
Liste der Biografien |
Portal Biografien |
Personensuche
# |
A |
B |
C |
D |
E |
F |
G |
H |
I |
J |
K |
L |
M |
N |
O |
P |
Q |
R |
S |
T |
U |
V |
W |
X |
Y |
Z |
?
 
Ga |
Gb |
Gc |
Gd |
Ge |
Gf |
Gh |
Gi |
Gj |
Gk |
Gl |
Gm |
Gn |
Go |
Gp |
Gq |
Gr |
Gs |
Gu |
Gv |
Gw |
Gy |
Gz
 
Gra |
Grb–Grd |
Gre |
Grg |
Gri |
Grj |
Grk |
Grl |
Grm |
Gro |
Grs |
Gru |
Gry |
Grz
 
Graa |
Grab |
Grac |
Grad |
Grae |
Graf |
Grag |
Grah |
Grai |
Graj |
Grak |
Gral |
Gram |
Gran |
Grao |
Grap |
Grar |
Gras |
Grat |
Grau |
Grav |
Graw |
Gray |
Graz
Die Liste der Biografien führt alle Personen auf, die in der deutschsprachigen Wikipedia einen Artikel haben. Dieses ist eine Teilliste mit 273 Einträgen von Personen, deren Namen mit den Buchstaben „Gray“ beginnt.

## Gray
- Gray, A. A. (1881–1939), US-amerikanischer Country-Musiker
- Gray, Aaron (* 1984), US-amerikanischer Basketballspieler
- Gray, Adam (* 1977), US-amerikanischer Politiker
- Gray, Adeline (* 1991), US-amerikanische Ringerin
- Gray, Adrian (* 1981), englischer Dartspieler
- Gray, Alasdair (1934–2019), schottischer Schriftsteller und MalerAlasdair Gray (1934–2019)

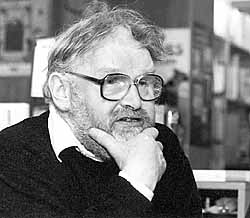
Alasdair Gray (1934–2019)

- Gray, Alastair (* 1998), britischer Tennisspieler
- Gray, Alex (1899–1986), britisch-kanadischer Eishockeyspieler
- Gray, Alexander (1882–1968), schottischer Ökonom, Dichter und Übersetzer
- Gray, Alexander (1929–1998), kanadischer Opernsänger (Bariton) und Musikpädagoge
- Gray, Alexandra (* 1995), britische Fernsehmoderatorin und Schauspielerin
- Gray, Alfred (1939–1998), US-amerikanischer Mathematiker
- Gray, Alfred M. Jr. (1928–2024), US-amerikanischer General (Marine Corps)
- Gray, Allan (1902–1973), österreichischstämmiger Komponist in Deutschland und Großbritannien
- Gray, Allisha (* 1995), US-amerikanische Basketballspielerin
- Gray, Andre (* 1991), englischer Fußballspieler
- Gray, Andrew, 1. Lord Gray († 1469), schottischer Adliger
- Gray, Andrew, 2. Lord Gray († 1514), schottischer Adliger
- Gray, Andy (* 1955), schottischer Fußballspieler und Fernseh-Kommentator
- Gray, Andy (* 1964), englischer Fußballspieler
- Gray, Andy (* 1977), schottischer Fußballspieler
- Gray, Archie (* 2006), englischer FußballspielerArchie Gray (* 2006)

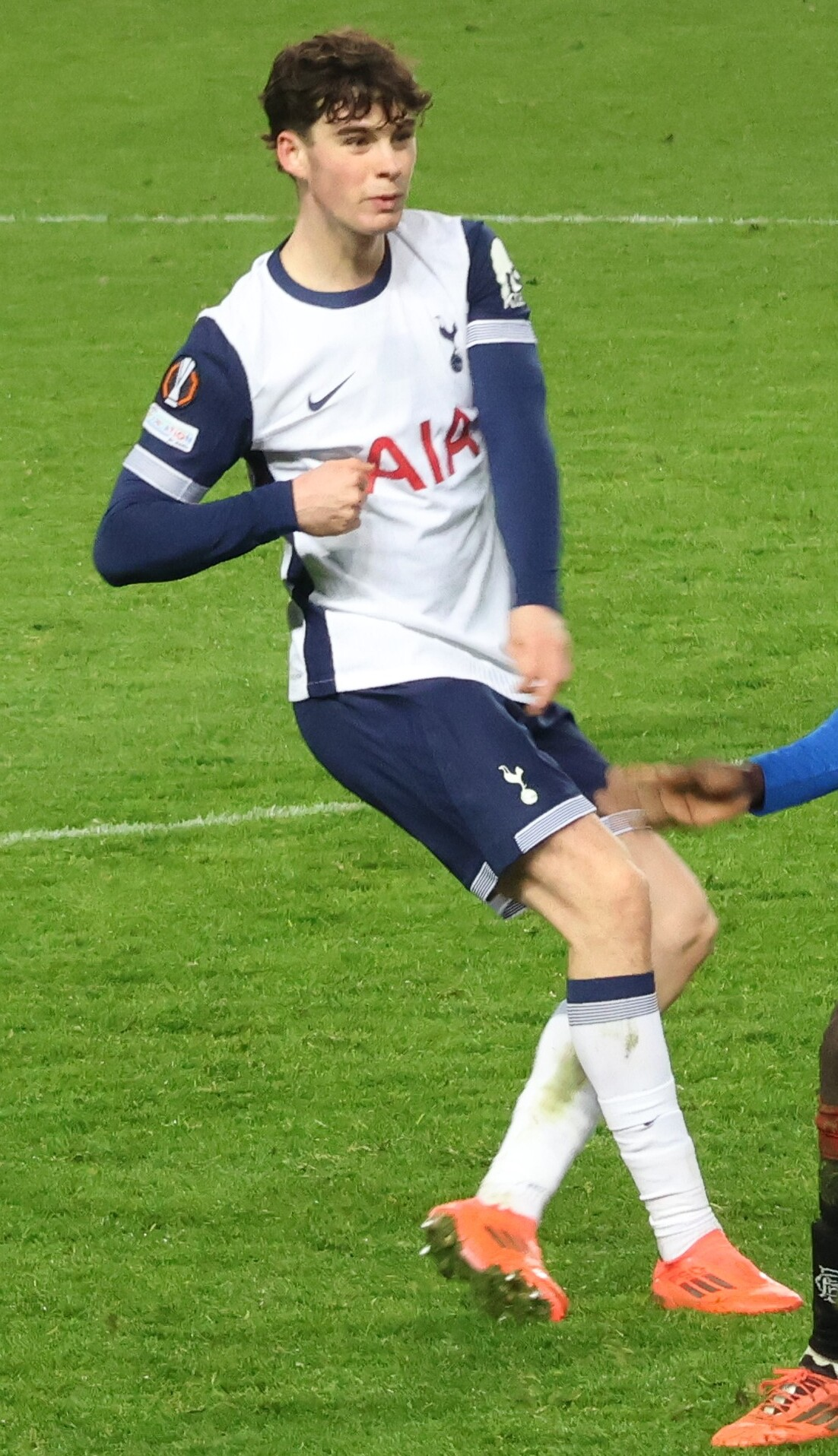
Archie Gray (* 2006)

- Gray, Arnold (1899–1936), US-amerikanischer Schauspieler
- Gray, Arvella (1906–1980), US-amerikanischer Bluessänger und Gitarrist afroamerikanischer Abstammung
- Gray, Asa (1810–1888), US-amerikanischer Botaniker
- Gray, Baby (* 1907), deutsche Filmschauspielerin und Sängerin
- Gray, Barry (1908–1984), britischer Musiker und Komponist
- Gray, Beatrice (1911–2009), US-amerikanische Schauspielerin
- Gray, Benjamin († 1764), englischer Uhrenmacher
- Gray, Betty (1920–2018), britische Tischtennisspielerin
- Gray, Billy (* 1938), US-amerikanischer Schauspieler
- Gray, Bob, Herrscher in Westafrika
- Gray, Bob (* 1939), US-amerikanischer Skilangläufer
- Gray, Bryshere Y. (* 1993), US-amerikanischer Schauspieler und Rapper
- Gray, Camilla (1936–1971), britische Kunsthistorikerin
- Gray, Cassidy (* 2001), kanadische Skirennläuferin
- Gray, Chad (* 1971), US-amerikanischer SängerChad Gray (* 1971)

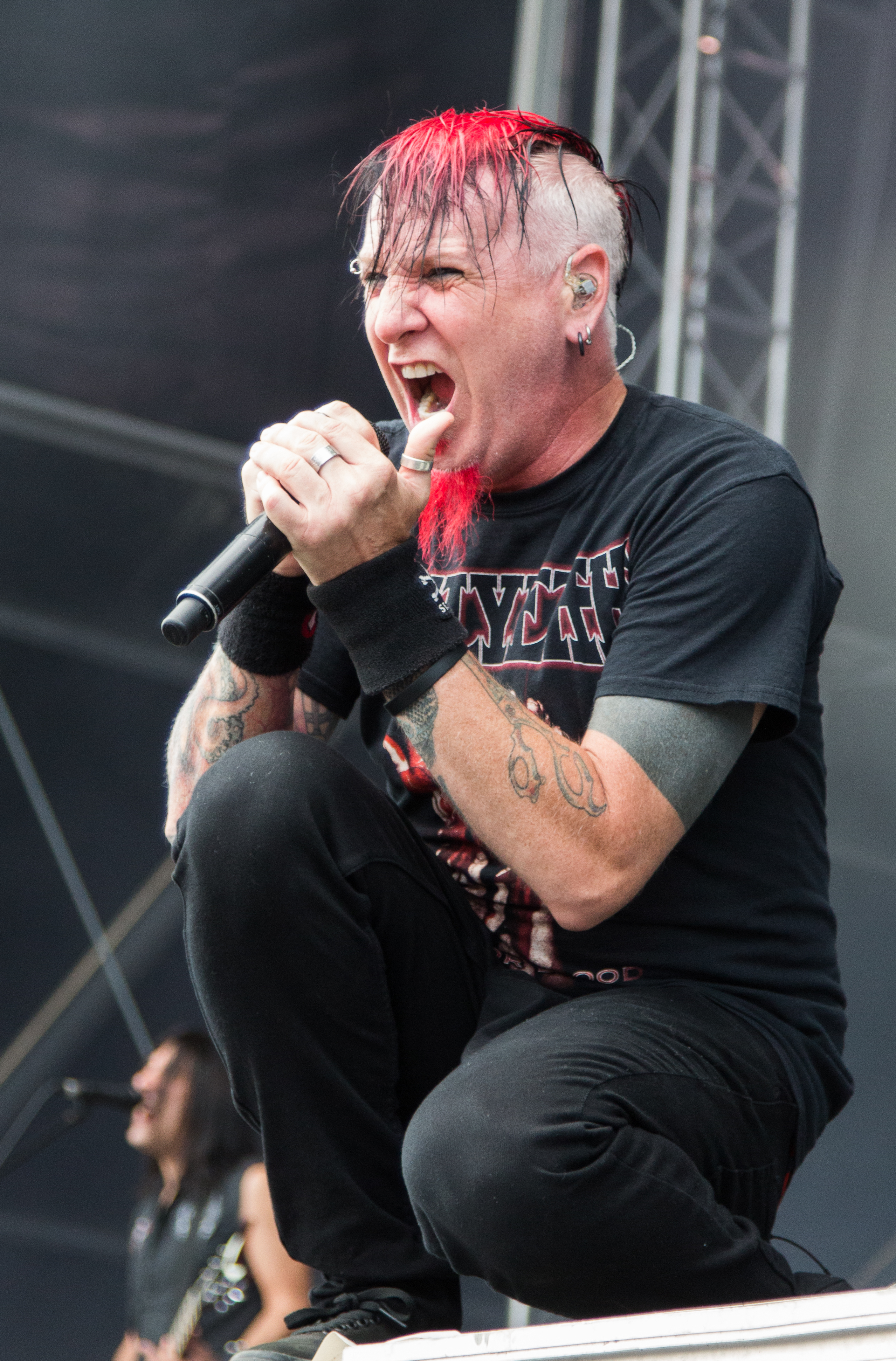
Chad Gray (* 1971)

- Gray, Charles (1928–2000), britischer Schauspieler
- Gray, Charles McNeill (1807–1885), US-amerikanischer Politiker
- Gray, Charlotte (* 1948), kanadische Schriftstellerin
- Gray, Chelsea (* 1992), US-amerikanische Basketballspielerin
- Gray, Christian (* 1996), neuseeländischer Fußballspieler
- Gray, Christopher (1950–2017), US-amerikanischer Journalist und Sozialforscher
- Gray, Claudia (* 1970), US-amerikanische Romanautorin
- Gray, Clifford (1892–1969), US-amerikanischer Bobsportler
- Gray, Coleen (1922–2015), US-amerikanische Schauspielerin
- Gray, Colin S. (1943–2020), britisch-US-amerikanischer Militärstratege
- Gray, Conan (* 1998), US-amerikanischer Videoblogger und MusikerConan Gray (* 1998)

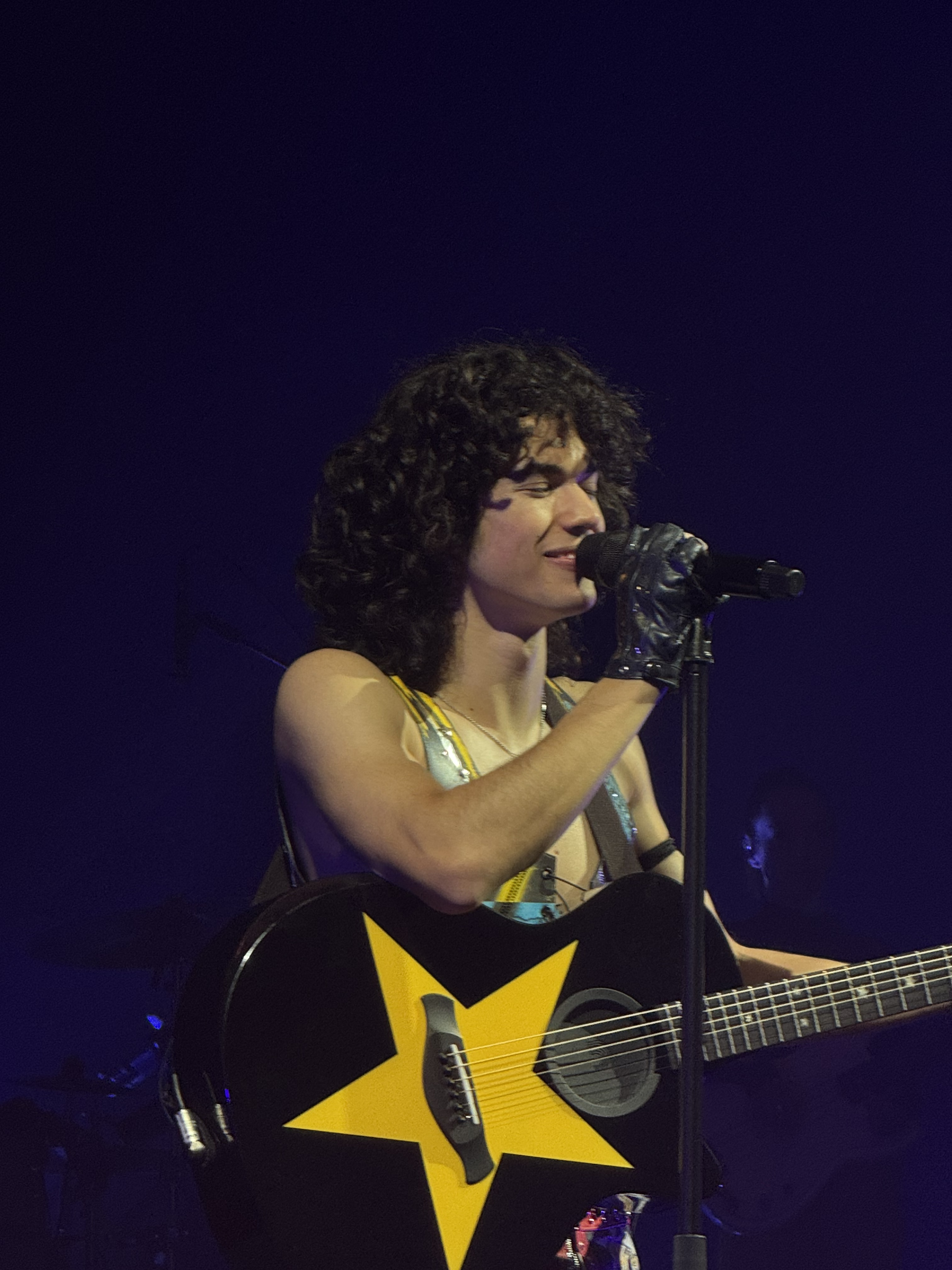
Conan Gray (* 1998)

- Gray, Cyd (* 1976), Fußballspieler aus Trinidad und Tobago
- Gray, David (1838–1861), schottischer Dichter
- Gray, David (1927–1983), britischer Sportjournalist, Tennisfunktionär
- Gray, David (* 1968), britischer Musiker
- Gray, David (* 1974), US-amerikanischer Schauspieler, Stuntman und Autor
- Gray, David (* 1979), englischer Snookerspieler
- Gray, David (* 1988), schottischer Fußballspieler und -trainer
- Gray, Demarai (* 1996), englisch-jamaikanischer Fußballspieler
- Gray, Devin (* 1983), US-amerikanischer Jazz- und Improvisationsmusiker (Schlagzeug)
- Gray, Dobie (1940–2011), US-amerikanischer Sänger und Songwriter

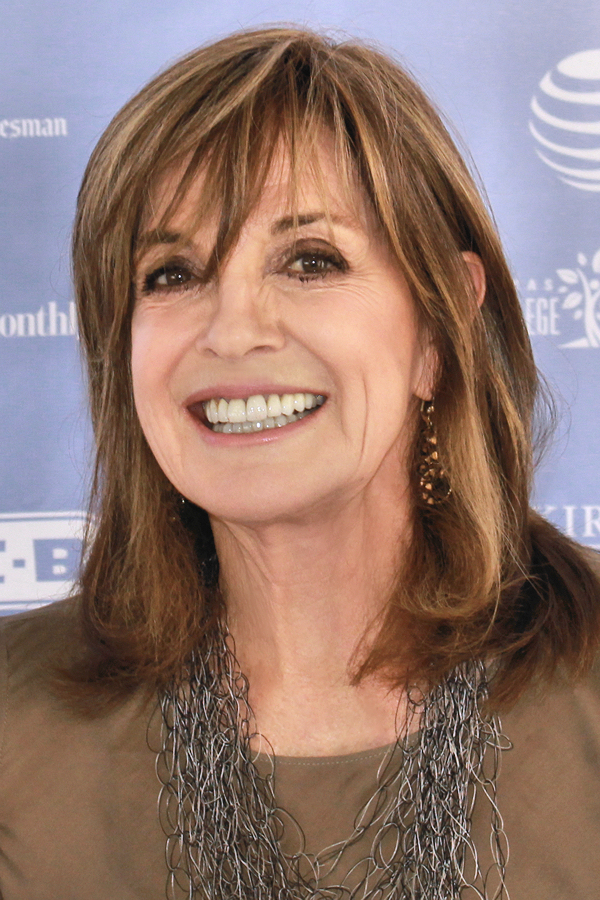
Linda Gray (* 1940)

- Gray, Dolores (1924–2002), US-amerikanische Schauspielerin
- Gray, Dorian (1931–2011), italienische Schauspielerin
- Gray, Dulcie (1915–2011), britische Schauspielerin und Schriftstellerin
- Gray, Duncan (* 1958), australischer Squashspieler (Norfolkinsel)
- Gray, Eddie (* 1948), schottischer Fußballspieler und -trainer
- Gray, Edgar (1906–1996), australischer Radrennfahrer
- Gray, Edmund Dwyer (1845–1888), irischer Journalist und Politiker, Mitglied des House of Commons
- Gray, Edward W. (1870–1942), US-amerikanischer Politiker
- Gray, Edwin (* 1743), britisch-amerikanischer Politiker
- Gray, Effie (1828–1896), schottisches Kunstmodell
- Gray, Eileen (1878–1976), irische Architektin und DesignerinEileen Gray (1878–1976)

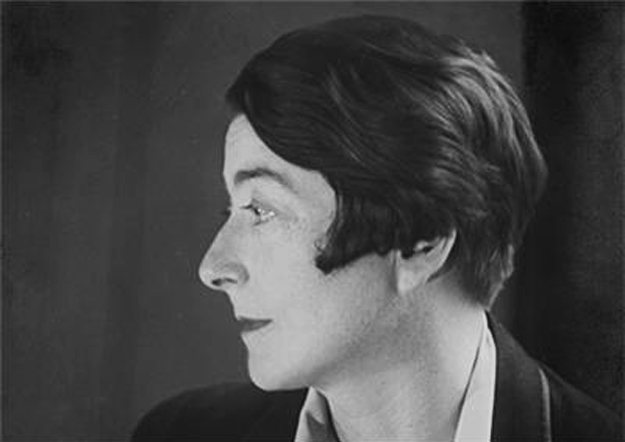
Eileen Gray (1878–1976)

- Gray, Eileen (1920–2015), britische Radsportlerin und Sportfunktionärin
- Gray, Elisha (1835–1901), US-amerikanischer Lehrer, Erfinder und Unternehmer
- Gray, Elspet Jean, Barones Rix (1929–2013), britische Schauspielerin
- Gray, Eric IQ (* 1966), US-amerikanischer Rapper und Musikproduzent
- Gray, Erin (* 1950), US-amerikanische Schauspielerin
- Gray, Ezio Maria (1885–1969), italienischer Politiker, Journalist und Abgeordneter
- Gray, F. Gary (* 1969), US-amerikanischer RegisseurF. Gary Gray (* 1969)

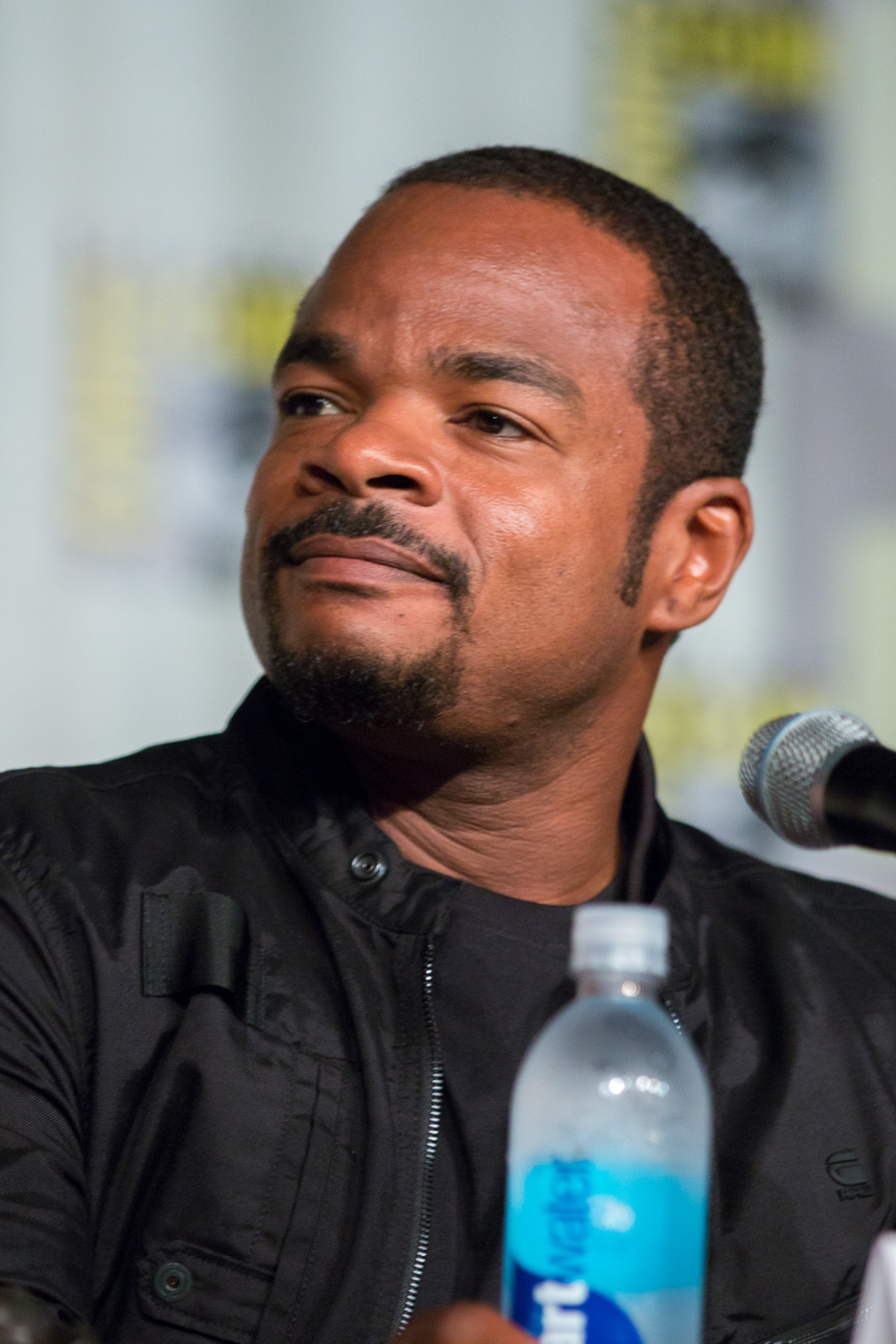
F. Gary Gray (* 1969)

- Gray, Finly H. (1863–1947), US-amerikanischer Politiker
- Gray, Francine du Plessix (1930–2019), französisch-US-amerikanische Journalistin und Schriftstellerin
- Gray, Frank (1887–1969), US-amerikanischer Physiker
- Gray, Frank (* 1954), schottischer Fußballspieler
- Gray, Fred (* 1930), US-amerikanischer Anwalt, Politiker und Bürgerrechtler
- Gray, Gary (* 1969), US-amerikanisch-französischer Basketballspieler
- Gray, George (1840–1925), US-amerikanischer Jurist und Politiker (Demokratische Partei)
- Gray, George (1947–2023), US-amerikanischer Opernsänger (Tenor)
- Gray, George Robert (1808–1872), britischer Zoologe, dessen Schwerpunkt in der Erforschung der Vögel lag
- Gray, George William (1926–2013), britischer Chemiker
- Gray, Giada (* 1977), irische Schauspielerin
- Gray, Gilbert (1902–1981), US-amerikanischer Segler
- Gray, Gilda (1901–1959), US-amerikanisch-polnische Schauspielerin
- Gray, Glen (1906–1963), US-amerikanischer Jazz-Saxophonist und Bandleader
- Gray, Glenda (* 1962), südafrikanische Ärztin, Wissenschaftlerin und Aktivistin
- Gray, Gloria (* 1965), deutsche Schauspielerin, Sängerin, und BuchautorinGloria Gray (* 1965)

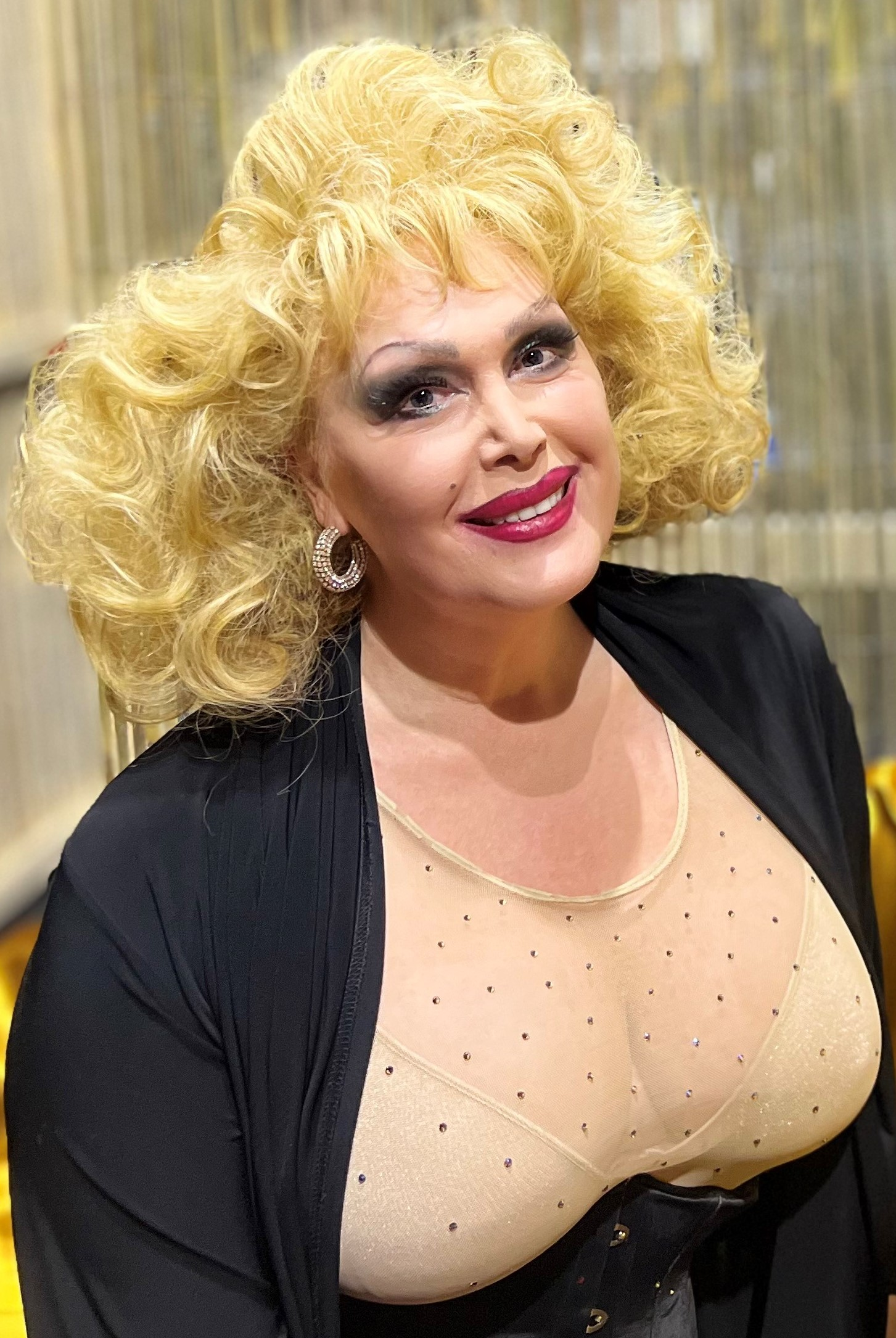
Gloria Gray (* 1965)

- Gray, Gordon (1909–1982), US-amerikanischer Politiker
- Gray, Gordon (1910–1993), schottischer Kardinal der römisch-katholischen Kirche und Erzbischof von Edinburgh
- Gray, Hamish, Baron Gray of Contin (1927–2006), britischer Politiker, Mitglied des House of Commons, Life Peer
- Gray, Hannelore (* 1945), deutsche Schauspielerin, Tänzerin, Sängerin, Autorin, Texterin, Choreographin und Regisseurin
- Gray, Harold (1894–1968), US-amerikanischer Comiczeichner
- Gray, Harry B. (* 1935), US-amerikanischer Chemiker
- Gray, Henry (1816–1892), US-amerikanischer Jurist und Politiker sowie Offizier in der Konföderiertenarmee
- Gray, Henry († 1861), englischer Anatom, Chirurg und Autor
- Gray, Henry (1925–2020), US-amerikanischer Blues-Musiker
- Gray, Henry B. (1867–1919), US-amerikanischer Politiker
- Gray, Herb (1931–2014), kanadischer Jurist und Politiker
- Gray, Hiram (1801–1890), US-amerikanischer Jurist und Politiker
- Gray, Horace (1828–1902), US-amerikanischer Jurist
- Gray, Hughan (* 1987), jamaikanischer Fußballspieler
- Gray, Iain (* 1957), schottischer Politiker und Mitglied der Labour Party
- Gray, Ian (1963–2010), australischer Fußballspieler
- Gray, Ian (* 1963), belizischer Mittelstreckenläufer
- Gray, Isaac P. (1828–1895), US-amerikanischer Politiker
- Gray, James, Maler und Grafiker
- Gray, James (1891–1975), britischer Zoologe
- Gray, James (* 1969), US-amerikanischer Regisseur und DrehbuchautorJames Gray (* 1969)

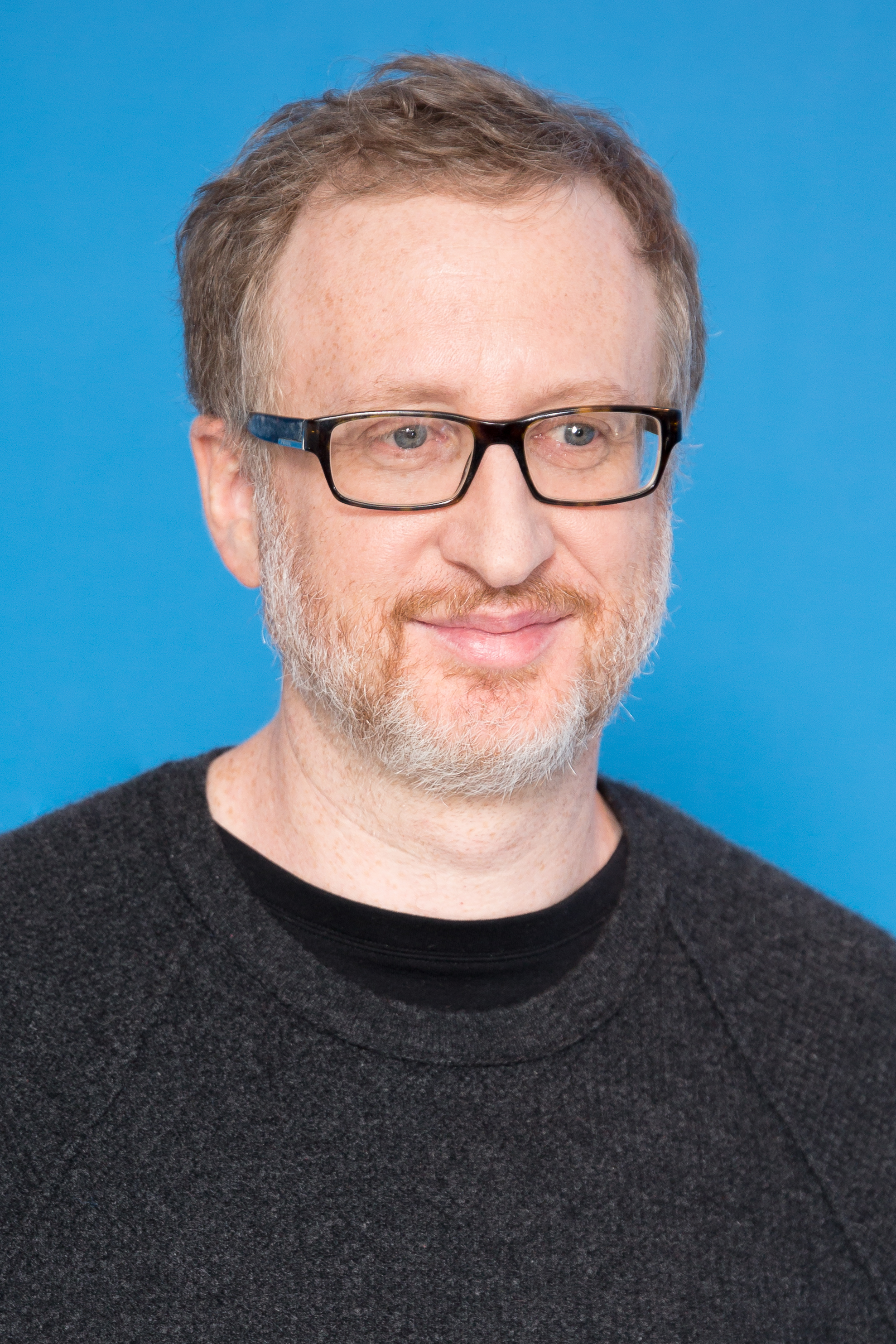
James Gray (* 1969)

- Gray, James H. (1915–1986), US-amerikanischer Politiker und Medienunternehmer
- Gray, Jeffrey Alan (1934–2004), britischer Psychologe
- Gray, Jenna (* 1998), US-amerikanische Volleyballspielerin
- Gray, Jeremy (* 1947), englischer Mathematikhistoriker
- Gray, Jerry (1915–1976), US-amerikanischer Jazz-Trompeter und Bigband-Leader
- Gray, Jessie (1910–1978), kanadische Chirurgin und Hochschullehrerin
- Gray, Jim (* 1944), US-amerikanischer Informatiker
- Gray, John, US-amerikanischer Drehbuchautor und Regisseur
- Gray, John (1724–1811), britischer Wirtschaftswissenschaftler
- Gray, John (1799–1883), britischer utopischer Sozialist und Verfasser ökonomischer Schriften
- Gray, John (1866–1934), britischer Autor und katholischer Priester
- Gray, John (1894–1942), US-amerikanischer Langstreckenläufer
- Gray, John (1936–2003), britischer Diplomat
- Gray, John (* 1951), US-amerikanischer Paar- und FamilientherapeutJohn Gray (* 1951)

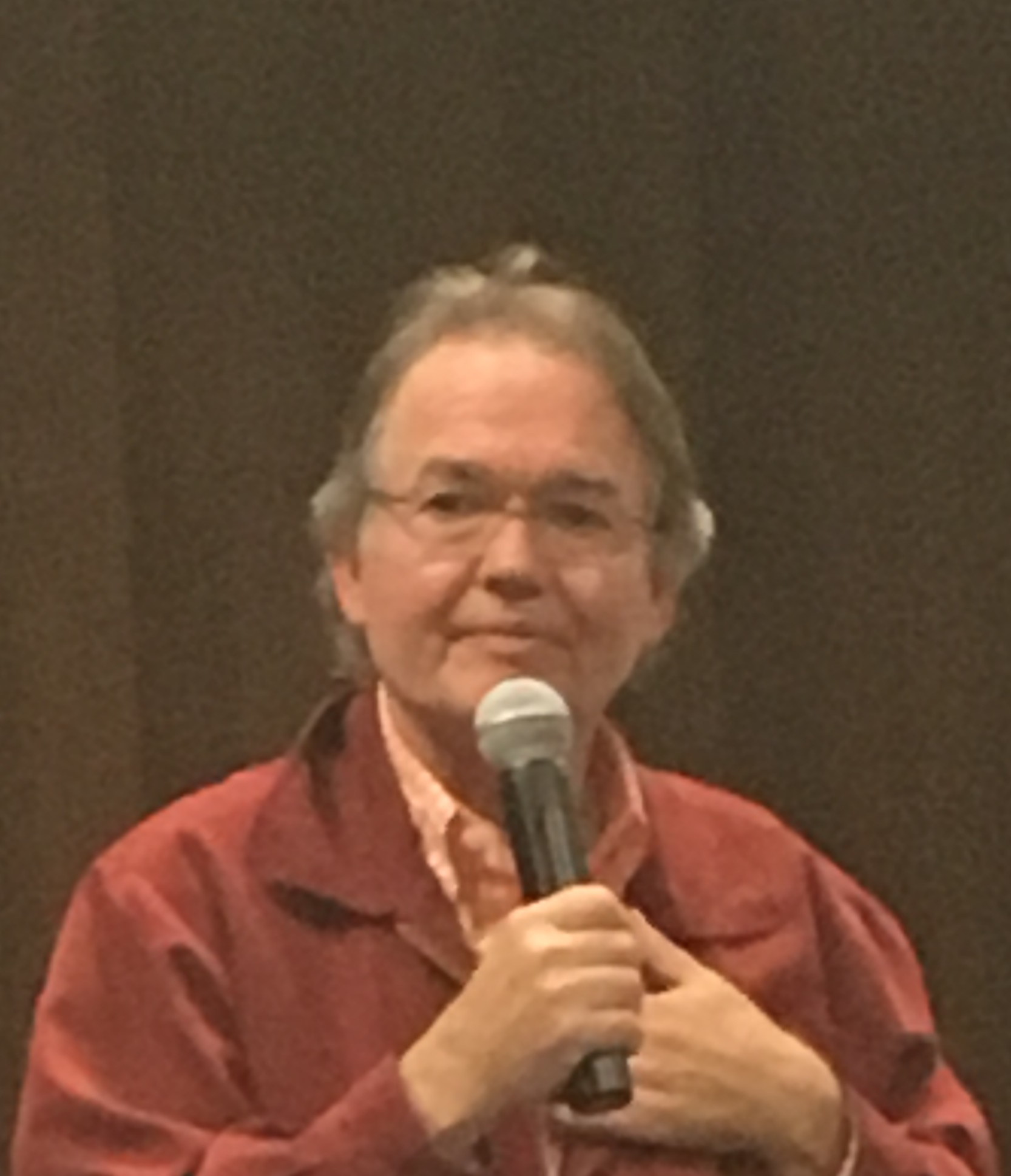
John Gray (* 1951)

- Gray, John C. (1783–1823), US-amerikanischer Politiker
- Gray, John de († 1214), Bischof von Norwich und Justitiar von Irland
- Gray, John Edward (1800–1875), britischer Zoologe und erster Philatelist der Welt
- Gray, John Hamilton (1811–1887), kanadischer Politiker und Offizier, Premierminister von Prince Edward Island
- Gray, John Hamilton (1814–1889), kanadischer Politiker, Premierminister von New Brunswick
- Gray, John N. (* 1948), britischer politischer Philosoph
- Gray, John S. (1837–1902), US-amerikanischer Politiker
- Gray, Johnny (1920–2014), britischer Jazzmusiker
- Gray, Johnny (1924–1983), US-amerikanischer Jazzgitarrist des Modern Jazz
- Gray, Johnny (* 1960), US-amerikanischer 800-Meter-Läufer
- Gray, Jonathan (* 1968), englischer Sänger
- Gray, Jonny (* 1994), schottischer Rugby-Union-Spieler
- Gray, Jonny (* 1999), kanadischer Schauspieler
- Gray, Jordan (* 1995), US-amerikanische Siebenkämpferin
- Gray, Joseph (1919–1999), irischer Geistlicher, Bischof von Shrewsbury
- Gray, Joseph (* 1984), US-amerikanischer Langstreckenläufer
- Gray, Joseph Anthony (1884–1966), US-amerikanischer Politiker
- Gray, Justin (* 1984), US-amerikanischer Basketballspieler
- Gray, Kalinda, US-amerikanische Schauspielerin, Musicaldarstellerin und Puppenspielerin
- Gray, Katrin (* 1985), deutsche Schönheitskönigin
- Gray, Keith (* 1963), US-amerikanisch-deutscher Basketballspieler und -trainer
- Gray, Ken (1938–1992), neuseeländischer Rugby-Union-Spieler
- Gray, Kenneth J. (1924–2014), US-amerikanischer Politiker
- Gray, Kevin (1958–2013), US-amerikanischer Schauspieler
- Gray, Kris (* 1952), britischer Musiker, Plattenproduzent und Autor
- Gray, Kynda (* 1997), deutscher Rapper, Sänger, Produzent und Songwriter
- Gray, Larry (* 1954), US-amerikanischer Jazzmusiker (Kontrabass, Cello)
- Gray, Lauren (* 1991), schottische Curlerin
- Gray, Linda (* 1940), US-amerikanische SchauspielerinLinda Gray (* 1940)
- Gray, Loren (* 2002), US-amerikanische Sängerin und Social-Media-Persönlichkeit
- Gray, Lorna (1917–2017), US-amerikanische Schauspielerin
- Gray, Lorraine (* 1951), US-amerikanische Filmregisseurin, Filmproduzentin und Kamerafrau
- Gray, Louis Harold (1905–1965), britischer Physiker und Radiologe sowie Begründer der Radiobiologie
- Gray, Mack (1905–1981), US-amerikanischer Schauspieler
- Gray, Mackenzie (* 1957), kanadisch-britischer Schauspieler
- Gray, Macy (* 1967), US-amerikanische Sängerin
- Gray, Maggie, Szenenbildnerin
- Gray, Marion Cameron (1902–1979), schottisch-US-amerikanische Mathematikerin
- Gray, Mark († 1999), US-amerikanischer Jazzmusiker (Piano, Keyboards)
- Gray, Mark (* 1967), australischer Skilangläufer
- Gray, Mark (* 1973), englischer Billardspieler
- Gray, Martin (* 1922), polnisch-US-amerikanischer Autor
- Gray, Mary W. (* 1938), amerikanische Mathematikerin und Hochschullehrerin
- Gray, Matthew (* 1973), australischer Bogenschütze
- Gray, Maureen (1948–2014), US-amerikanische Sänger des Doo-Wop und Songwriterin
- Gray, Mia (* 1983), deutsches Fotomodell und Sängerin
- Gray, Michael (* 1946), englischer Schriftsteller und Musikerbiograf
- Gray, Michael (* 1966), britischer House-DJ
- Gray, Michael (* 1974), englischer Fußballspieler
- Gray, Mike (1935–2013), US-amerikanischer Filmproduzent, -regisseur, Schriftsteller, Drehbuchautor und Kameramann
- Gray, Nadia (1923–1994), österreichische Schauspielerin
- Gray, Nathan (* 1972), US-amerikanischer PunkmusikerNathan Gray (* 1972)

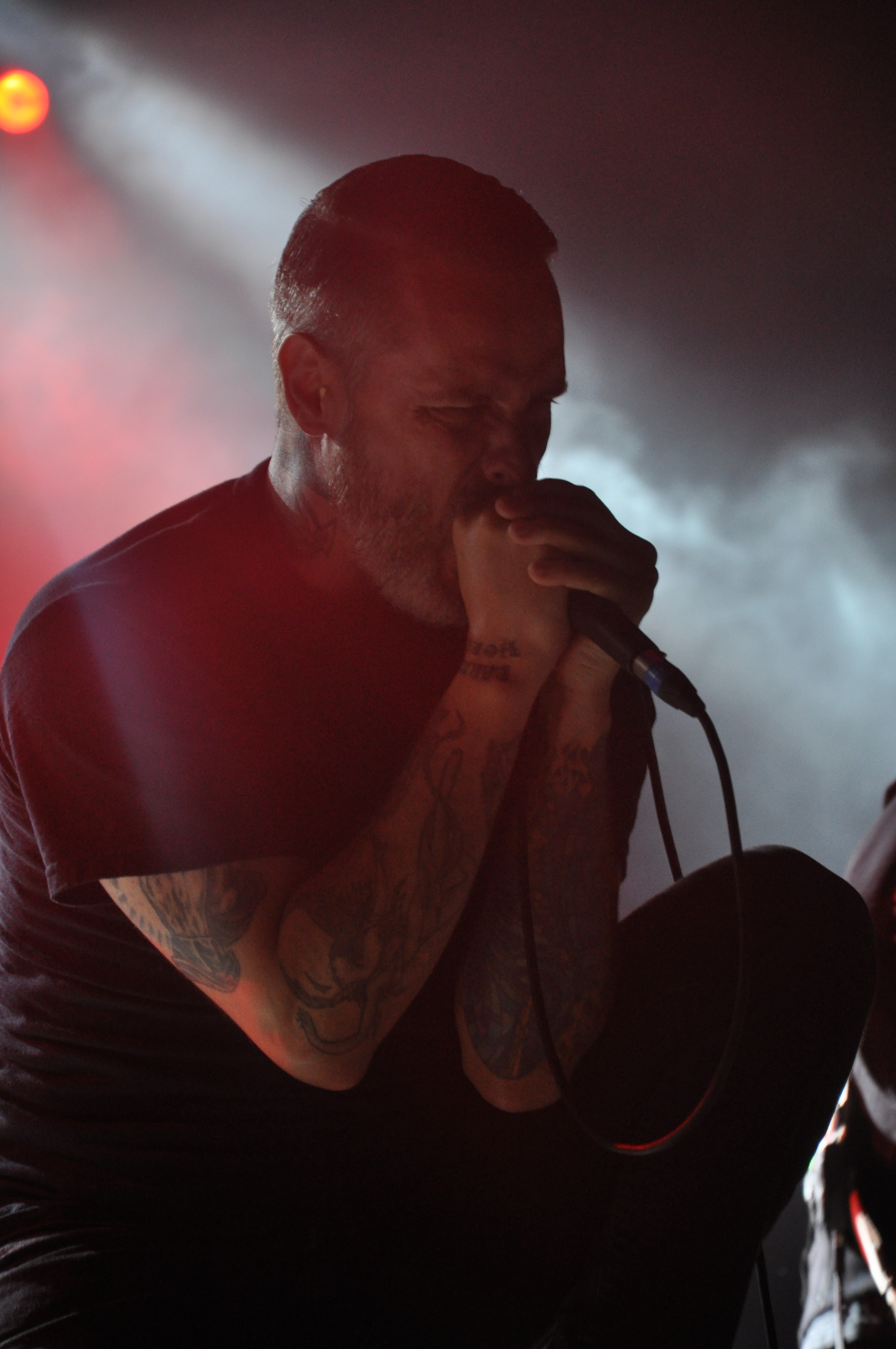
Nathan Gray (* 1972)

- Gray, Nathanael, Biochemiker und Molekularbiologe
- Gray, Neil (* 1986), schottischer Politiker
- Gray, Nellie (1924–2012), US-amerikanische Juristin und Abtreibungsgegnerin
- Gray, Nelson (1911–1982), US-amerikanischer Kugelstoßer
- Gray, Norah Neilson (1882–1931), schottische Malerin
- Gray, Oscar Lee (1865–1936), US-amerikanischer Rechtsanwalt, Richter und Politiker
- Gray, Owen (1939–2025), jamaikanischer Sänger des Rhythm & Blues, Ska, Rocksteady und Reggae
- Gray, Patience (1917–2005), britische Kochbuchautorin und Schriftstellerin
- Gray, Patrick (1916–2005), geschäftsführender FBI-Direktor (1972–1973)
- Gray, Paul (* 1958), britischer Bassist
- Gray, Paul (* 1969), britischer Hürdenläufer und Sprinter
- Gray, Paul (* 1969), australischer Skilangläufer
- Gray, Paul (1972–2010), US-amerikanischer MusikerPaul Gray (1972–2010)

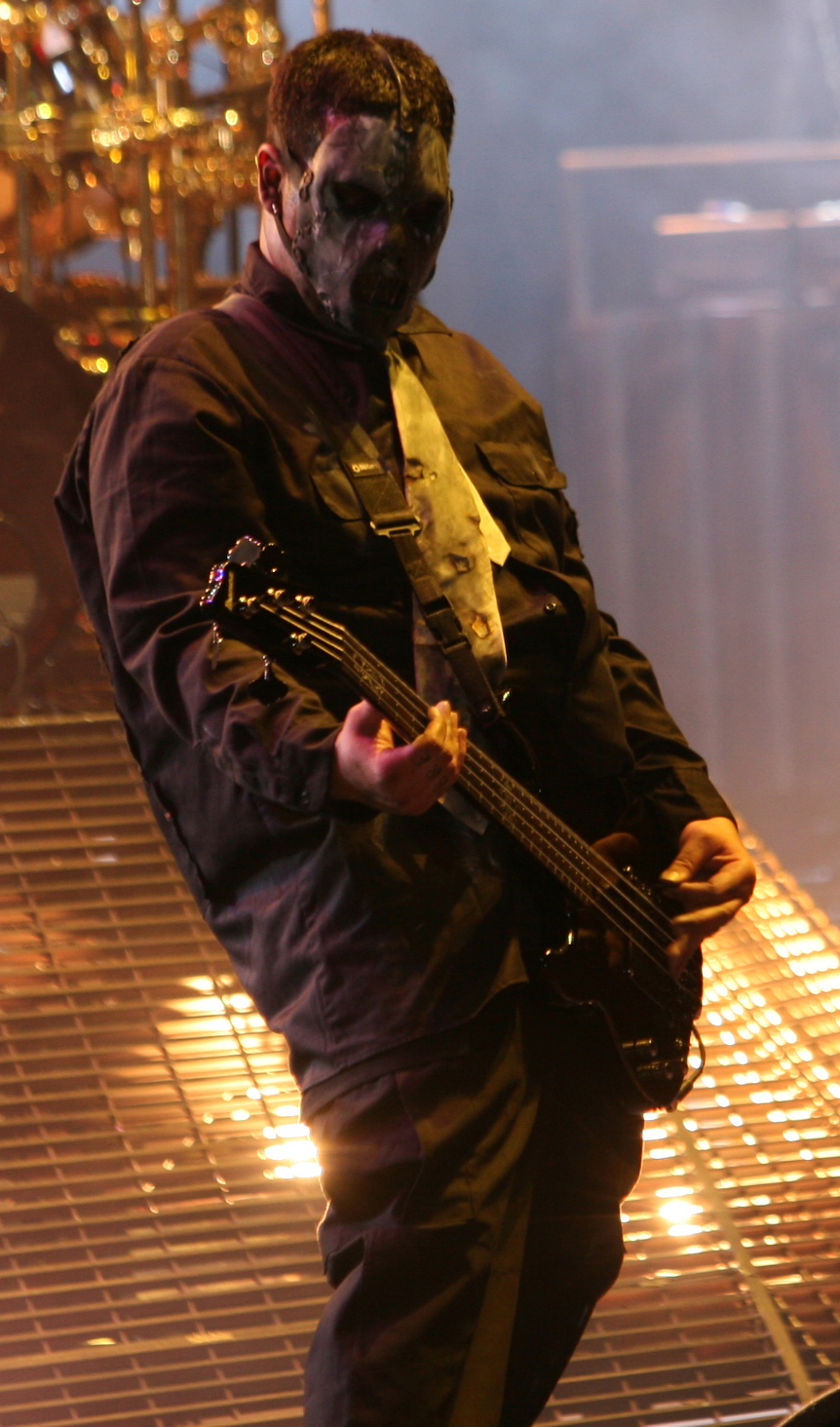
Paul Gray (1972–2010)

- Gray, Paul Edward (1932–2017), US-amerikanischer Elektroingenieur und Hochschulpräsident
- Gray, Percy (1869–1952), US-amerikanischer Maler
- Gray, Peter (* 1965), nordirischer Neuzeithistoriker und Hochschullehrer
- Gray, Peter W. (1819–1874), US-amerikanischer Jurist und Politiker
- Gray, Phillipa (* 1989), neuseeländische Radrennfahrerin
- Gray, Reginald (1930–2013), irischer Porträtmaler
- Gray, Richard (1929–2005), britischer Historiker für Afrikanische Geschichte
- Gray, Richard (* 1957), US-amerikanischer Level-Designer
- Gray, Richie (* 1989), schottischer Rugby-Union-Spieler
- Gray, Robert (1755–1806), amerikanischer Seefahrer und Entdecker
- Gray, Robert (1762–1834), britischer Prälat und Schriftsteller
- Gray, Robert (1945–2013), US-amerikanischer Schauspieler
- Gray, Robert (* 1945), australischer Dichter
- Gray, Robert (* 1956), kanadischer Diskuswerfer
- Gray, Robert M. (* 1943), US-amerikanischer Informatiker
- Gray, Robin (* 1940), australischer Politiker
- Gray, Rocky (* 1974), US-amerikanischer Musiker
- Gray, Rose (1939–2010), britische Köchin
- Gray, Russell (* 1960), neuseeländischer Evolutionsbiologe und Psychologe
- Gray, Sally (1916–2006), englische Filmschauspielerin
- Gray, Samuel Frederick (1766–1828), britischer Pharmakologe und Botaniker
- Gray, Simon (1936–2008), englischer Dramatiker
- Gray, Spalding (* 1941), US-amerikanischer Schauspieler, Drehbuchautor und Schriftsteller
- Gray, Stephen († 1736), englischer Naturwissenschaftler
- Gray, Steve (1944–2008), britischer Jazzmusiker (Piano, Orgel, Komposition, Dirigat)
- Gray, T. J. (* 1996), US-amerikanischer American-Football-Spieler
- Gray, Taylor (* 1993), US-amerikanischer Schauspieler und Synchronsprecher
- Gray, Terry (* 1963), australische Badmintonspielerin
- Gray, Theodore (* 1964), US-amerikanischer Chemiker, Programmierer und Wissenschaftsautor
- Gray, Thomas (1716–1771), englischer Dichter, Gelehrter und Briefe-Schreiber
- Gray, Tom (1945–2019), US-amerikanischer Eisschnellläufer
- Gray, Tony (* 1942), walisischer Rugbyspieler und -trainer
- Gray, Vincent C. (* 1942), US-amerikanischer Politiker; Bürgermeister von Washington, D.C.Vincent C. Gray (* 1942)

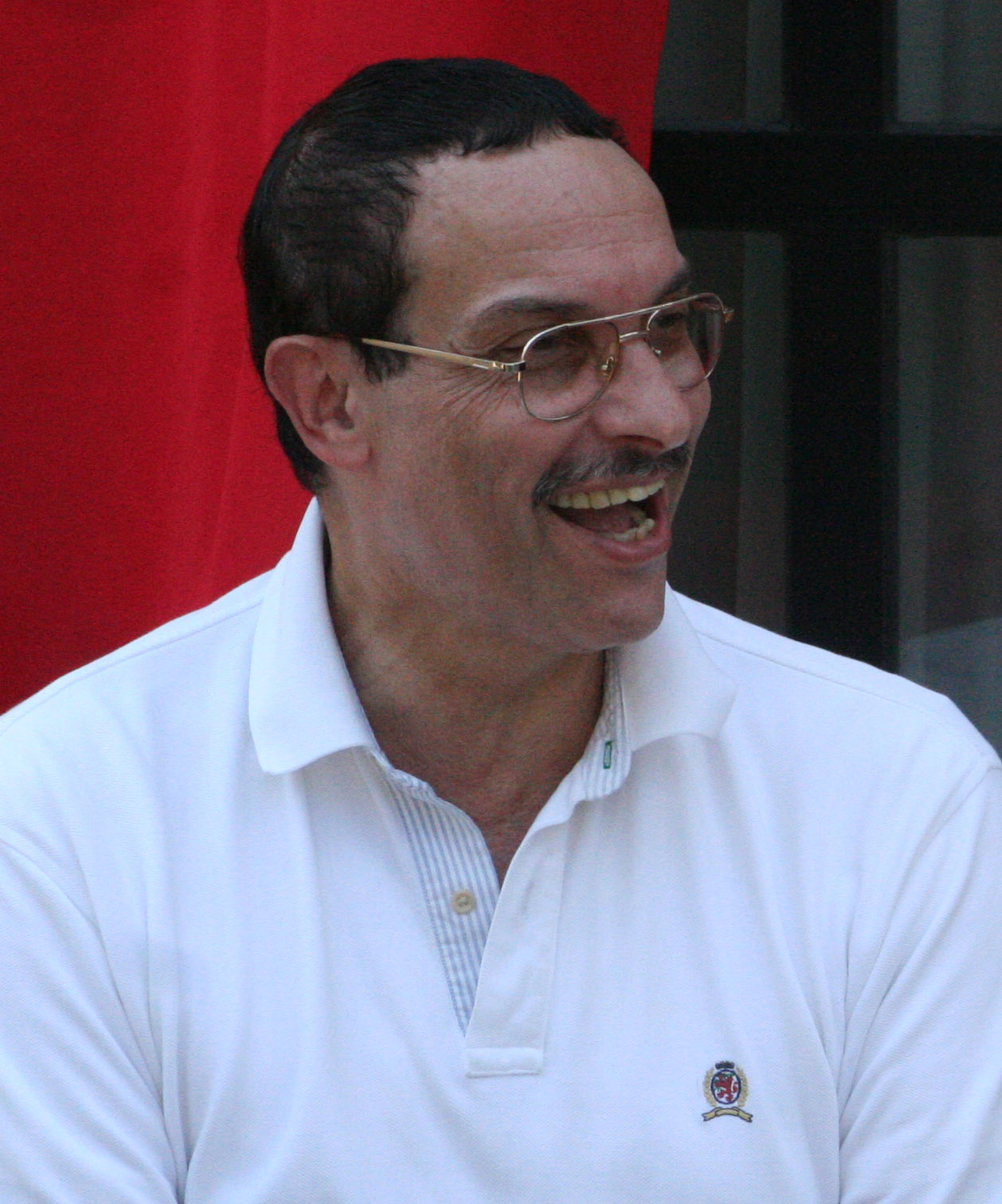
Vincent C. Gray (* 1942)

- Gray, Vincent R. (1922–2018), neuseeländischer Klimaschützer
- Gray, Vivean (1924–2016), britisch-australische Schauspielerin
- Gray, Walter de († 1255), englischer Prälat und Staatsmann
- Gray, Wardell (1921–1955), amerikanischer Jazz-Saxofonist
- Gray, William (1750–1825), Kaufmann und Reeder
- Gray, William H. (1941–2013), US-amerikanischer Politiker
- Gray, William S. (1896–1946), US-amerikanischer Filmeditor
- Gray, Willoughby (1916–1993), englischer Bühnenschauspieler
- Gray-Cabey, Noah (* 1995), US-amerikanischer Schauspieler
- Gray-Reeves, Mary (* 1962), US-amerikanische, anglikanische Bischöfin
- Gray-Stanford, Jason (* 1970), kanadischer SchauspielerJason Gray-Stanford (* 1970)

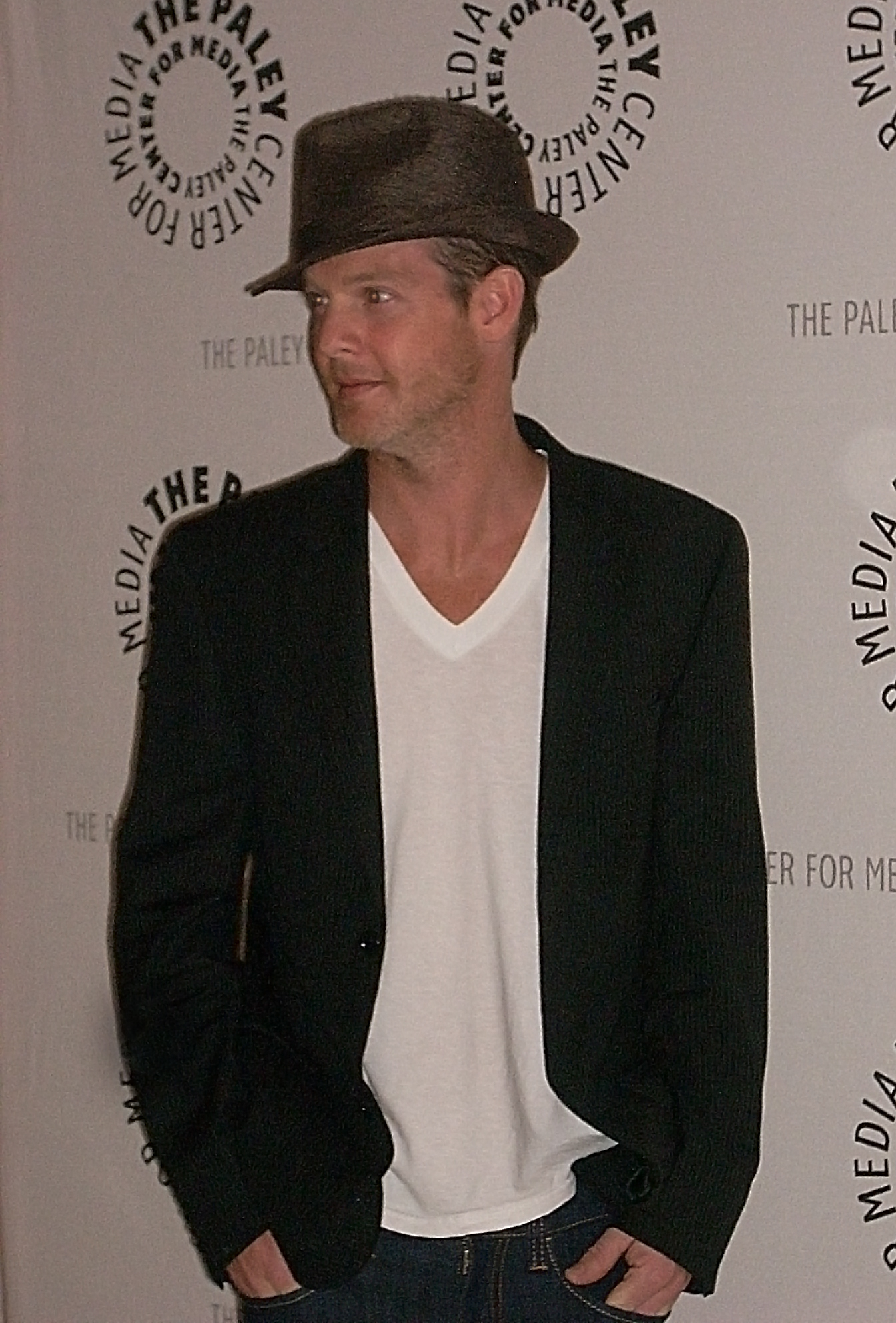
Jason Gray-Stanford (* 1970)

### Grayb
- Graybiel, Ann M. (* 1942), US-amerikanische Neurowissenschaftlerin
- Graybiel, Ashton (1902–1995), US-amerikanischer Kardiologe, Spezialist für Weltraum-Medizin und Autor
- Graybill, Jacob W. (1861–1934), US-amerikanischer Politiker
- Graybill, Savannah (* 1988), US-amerikanische Skeletonpilotin
- Grayburn, John Hollington (1918–1944), britischer Offizier und Träger des Victoriakreuzes

### Grayd
- Grayden, Sprague (* 1980), US-amerikanische Schauspielerin
- Graydon, Alexander (1752–1818), amerikanischer Jurist, Schriftsteller und Militär
- Graydon, Jay (* 1949), US-amerikanischer Musiker und Gitarrist
- Graydon, Michael (* 1938), britischer Offizier der RAF

### Graye
- Graye, Devon (* 1987), US-amerikanischer Schauspieler
- Grayeff, Felix (1906–1981), deutsch-neuseeländischer Altphilologe und Philosoph

### Grayh
- Grayhm, Steven (* 1981), kanadischer Schauspieler

### Grayl
- Grayling, A. C. (* 1949), britischer Philosoph und Schriftsteller
- Grayling, Chris (* 1962), britischer Politiker (Conservative Party), Lordkanzler

### Graym
- Grayman, James (* 1985), antiguanischer Leichtathlet

### Grayn
- Graynor, Ari (* 1983), US-amerikanische SchauspielerinAri Graynor (* 1983)

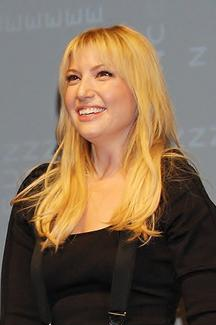
Ari Graynor (* 1983)

### Grays
- Graysmark, John (1935–2010), britischer Filmarchitekt
- Graysmith, Robert (* 1942), US-amerikanischer Autor
- Grayson, Alan (* 1958), US-amerikanischer Politiker
- Grayson, Albert Kirk (* 1935), kanadischer Assyriologe
- Grayson, Campbell (* 1986), neuseeländischer Squashspieler
- Grayson, Cary Travers (1878–1938), Leibarzt von drei US-Präsidenten und Chairman des Amerikanischen Roten Kreuzes
- Grayson, Cecil (1920–1998), britischer Romanist und Italianist
- Grayson, Clifford (1857–1951), US-amerikanischer Maler
- Grayson, Coco (* 2000), US-amerikanische Schauspielerin, Kinderdarstellerin und Synchronsprecherin
- Grayson, Devin, US-amerikanische Comicautorin
- Grayson, Frances Wilson († 1927), US-amerikanische Pilotin
- Grayson, G. B. (1888–1930), US-amerikanischer Country-Musiker
- Grayson, Henry (1865–1951), britischer Schiffsbauer und Politiker
- Grayson, Jerry (1935–2013), US-amerikanischer Schauspieler
- Grayson, Kathryn (1922–2010), US-amerikanische Schauspielerin und Sängerin
- Grayson, Kyle (* 1975), britischer Politikwissenschaftler
- Grayson, Simon (* 1969), englischer Fußballspieler und -trainer
- Grayson, William (1736–1790), US-amerikanischer Politiker
- Grayson, William J. (1788–1863), US-amerikanischer Politiker
- Grayston, Neil (* 1981), kanadischer SchauspielerNeil Grayston (* 1981)

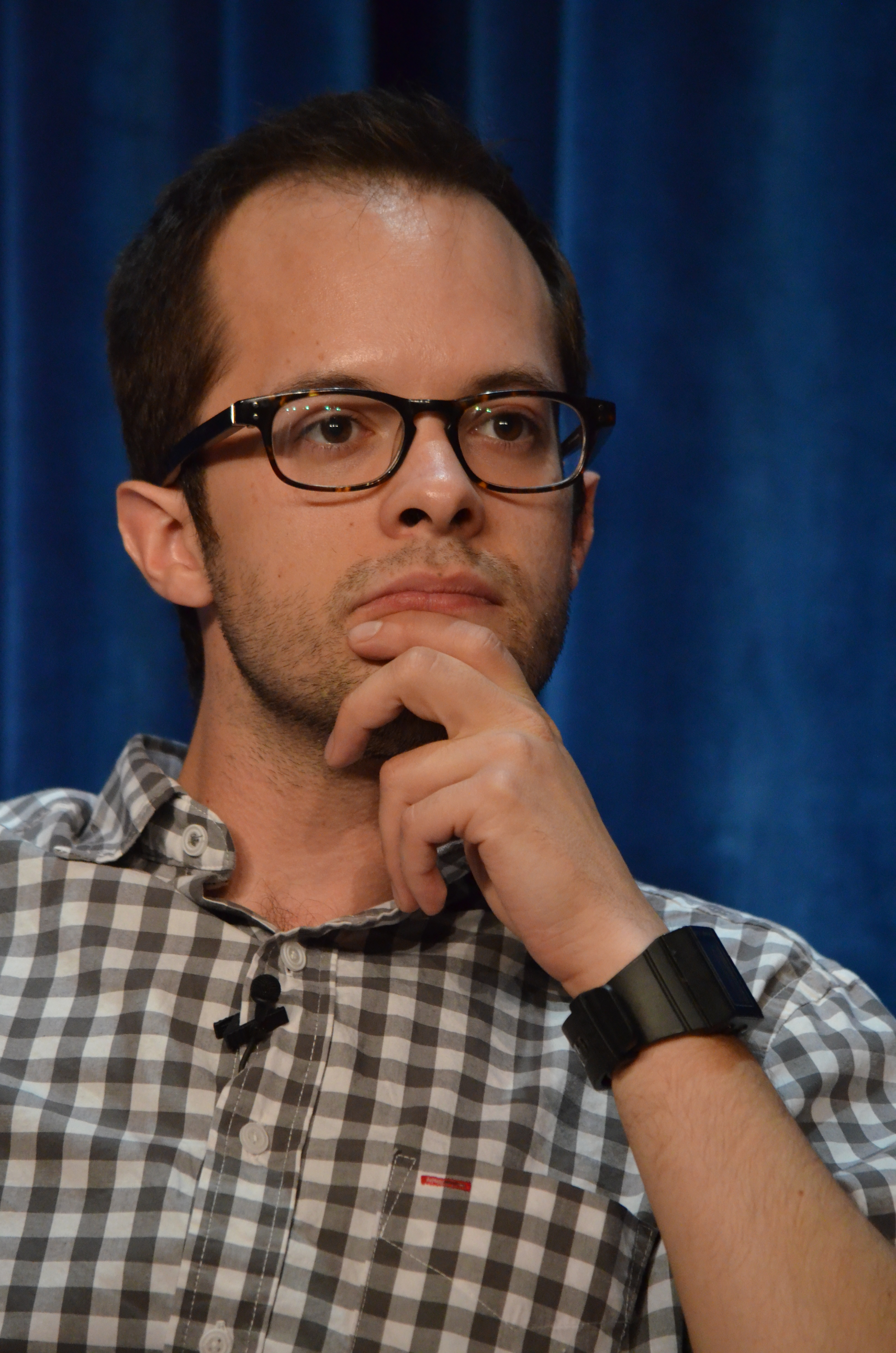
Neil Grayston (* 1981)

### Grayz
- Grayzell, Rudy (1933–2019), US-amerikanischer Rockabilly-Musiker